# William Walker
William Walker (Nashville, 8 maggio 1824 – Trujillo, 12 settembre 1860) è stato un medico, avvocato, giornalista, mercenario e avventuriero statunitense.
Cercò di conquistare alcuni Paesi dell'America Latina nella metà del secolo XIX. Fu prima, tra il 1853 e il 1854, presidente delle effimere repubbliche della Bassa California e di Sonora da lui create su territori del Messico e poi, come usurpatore, fu presidente del Nicaragua dal 1856 al 1857. Morì nel 1860 fucilato per ordine del governo dell'Honduras.

## Biografia
Walker era nato a Nashville, nel Tennessee, da genitori d'origine scozzese. Sua madre, Mary Norvell, era la figlia del tenente Lipscomb Norvell, ufficiale che aveva combattuto nella guerra d'indipendenza americana. All'età di 14 anni si diplomò summa cum laude all'Università di Nashville. Viaggiò in Europa e studiò medicina all'Università di Edimburgo e a Heidelberg. A 19 anni praticò la medicina a Filadelfia e in seguito andò a New Orleans per studiare legge.
Dopo una breve esperienza come avvocato, divenne comproprietario e redattore capo del New Orleans Crescent, un giornale locale. Nel 1849 Walker si trasferì a San Francisco, dove lavorò come giornalista piuttosto spregiudicato, tanto che per tre volte fu sfidato a duello, rimanendo ferito. È in questo periodo che concepì il progetto di conquistare regioni dell'America Latina per fondare colonie governate da bianchi di lingua inglese.

### Prima spedizione in Messico

La bandiera dell'effimera Repubblica di Baja California e Sonora, creata da Walker nel 1853

Il 15 ottobre 1853, con l'aiuto di 45 mercenari, Walker intraprese la sua prima operazione da avventuriero, ricalcando in un certo modo le orme degli antichi conquistadores per la conquista dei territori messicani della Bassa California e di Sonora. Riuscì a impadronirsi di La Paz, capitale della Bassa California, un territorio molto popolato. Proprio di La Paz fece la capitale della sua nuova Repubblica della Bassa California, di cui si proclamò presidente. Sebbene non fosse mai riuscito a conquistare Sonora, tre mesi più tardi decise di unire questa regione alla Bassa California per formare una grande Repubblica di Sonora. La mancanza di rinforzi e un'inattesa resistenza da parte dei messicani lo costrinsero a battere in ritirata. Di ritorno in California venne accusato di avere intrapreso una guerra illegale e fu sottoposto a giudizio. In questo periodo l'opinione pubblica degli Stati americani del Sud e dell'Ovest vedeva con simpatia questi avventurosi tentativi d'espansione e conquista. In poco più di otto minuti il tribunale lo assolse.

### La conquista del Nicaragua

La bandiera usata da William Walker in Nicaragua

La repubblica centroamericana del Nicaragua era travagliata da una guerra civile: i ribelli all'autorità centrale ingaggiarono Walker come mercenario. Sfuggendo al controllo del governo degli Stati Uniti d'America che voleva impedirgli di partire, egli lasciò San Francisco il 4 maggio 1855 con 57 uomini, ai quali si aggiunsero un centinaio di mercenari statunitensi e 170 nicaraguensi. Dopo una lunga navigazione, sbarcò il 13 giugno a El Realejo; autonominatosi "colonnello dell'esercito democratico", organizzò il suo esercito, che prese il nome di "falange".
Il 1º settembre questo piccolo esercito riuscì a sconfiggere a La Virgen l'esercito governativo; un mese più tardi fu presa anche la capitale Granada. Qui fece fucilare un ministro rimasto fedele al governo legittimo, Mateo Mayorga, e si accordò con don Ponciano del Corral per far nominare presidente Patricio Rivas per un periodo di quattordici mesi, periodo entro cui indire nuove elezioni, che confermarono il presidente designato (in realtà era una testa di legno manovrata da Walker). Walker stesso prese per sé la carica di generale in capo dell'Esercito del Nicaragua e fece nominare ministro della guerra il suo socio Ponciano del Corral. In seguito, organizzata con i suoi ufficiali una corte marziale, fece condannare alla fucilazione per tradimento lo stesso Ponciano del Corral l'8 novembre 1855.

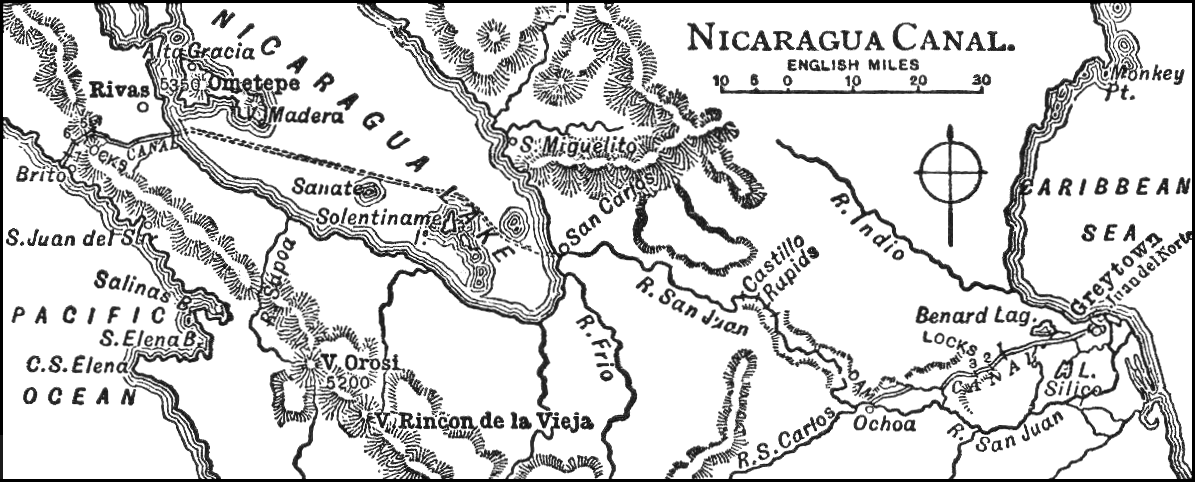
Nella mappa il percorso dell'Accessory Transit Company

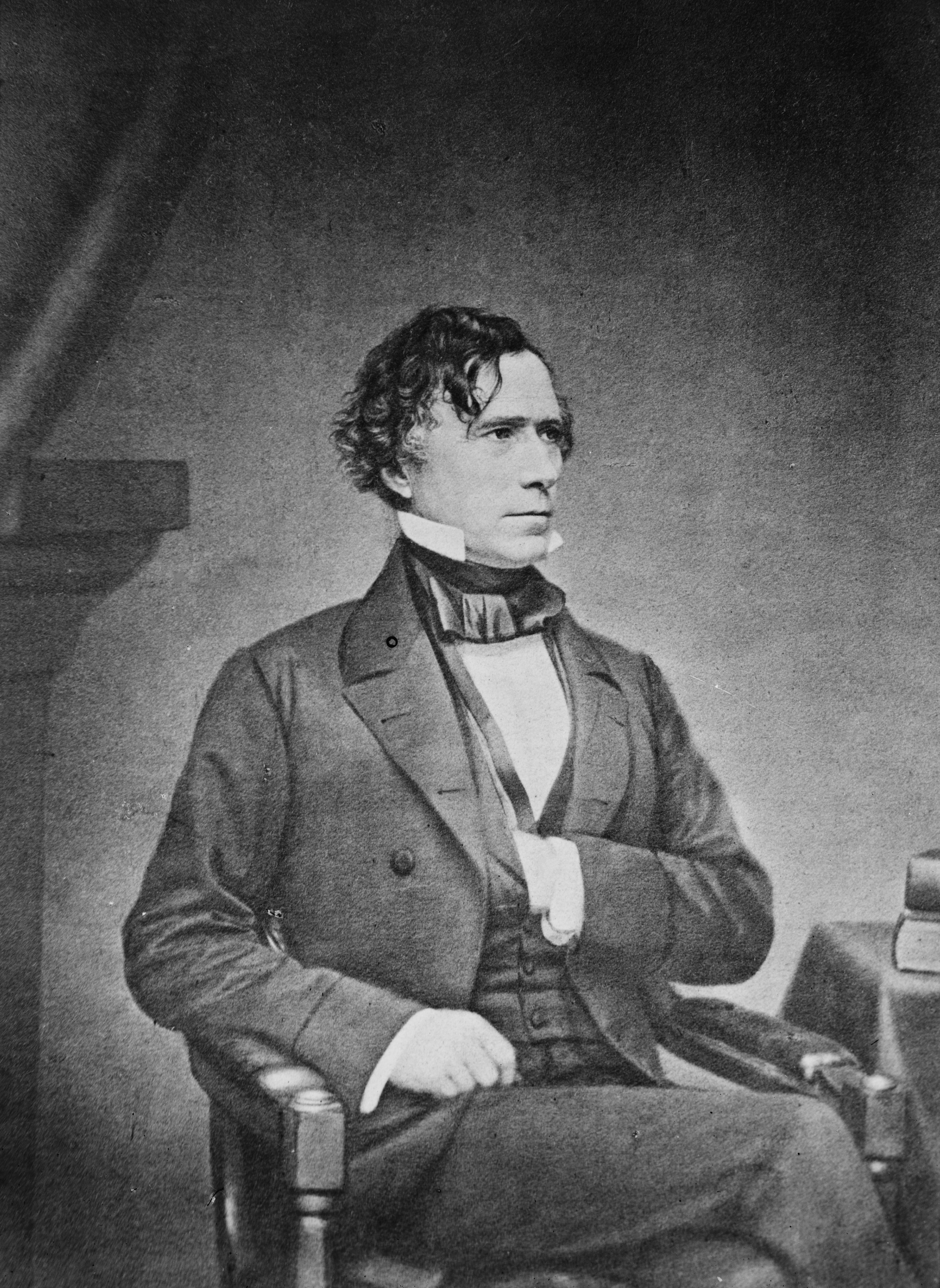
Il presidente degli Stati Uniti Franklin Pierce

Sebbene la spedizione fosse evidentemente contro le leggi che regolano i rapporti internazionali, la presidenza di Franklin Pierce (1853–1857) riconobbe ufficialmente il governo di Walker il 20 maggio 1856. Il successo della spedizione in Nicaragua fece diffondere l'idea tra gli americani e gli europei che si potesse tentare di conquistare altri quattro Stati dell'America centrale: il Guatemala, l'El Salvador, l'Honduras e la Costa Rica. Per questo obiettivo, più di un migliaio di mercenari si presentarono all'appello di Walker.
In questo periodo uno dei principali itinerarari dei traffici commerciali fra New York e San Francisco passava dal Nicaragua. Le navi passavano nel lago Nicaragua attraverso il fiume San Juan, dalle rive del lago attraverso un breve cammino i trasporti commerciali raggiungevano il Pacifico e s'imbarcavano per la California. La gestione commerciale di questo percorso era stato assegnato all'Accessory Transit Company, società fondata dal magnate Cornelius Vanderbilt, ma controllata dagli uomini d'affari Cornelius K. Garrison e Charles Morgan, che sostenevano e finanziavano il progetto della spedizione di Walker. Ne nacque uno scontro tra i soci e Vanderbilt, che faceva pressioni sul governo degli Stati Uniti d'America affinché ritirasse la decisione di riconoscere la legittimità del governo Walker. Vanderbilt successivamente riuscì a formare una coalizione tra gli Stati confinanti con il Nicaragua e con la collaborazione della Costa Rica inviò loro denaro e armi. Egli tentò anche di ostacolare il percorso delle merci verso il Nicaragua e promise infine il viaggio gratuito per gli Stati Uniti d'America per coloro che avessero disertato la spedizione di Walker.

### La morte in Honduras

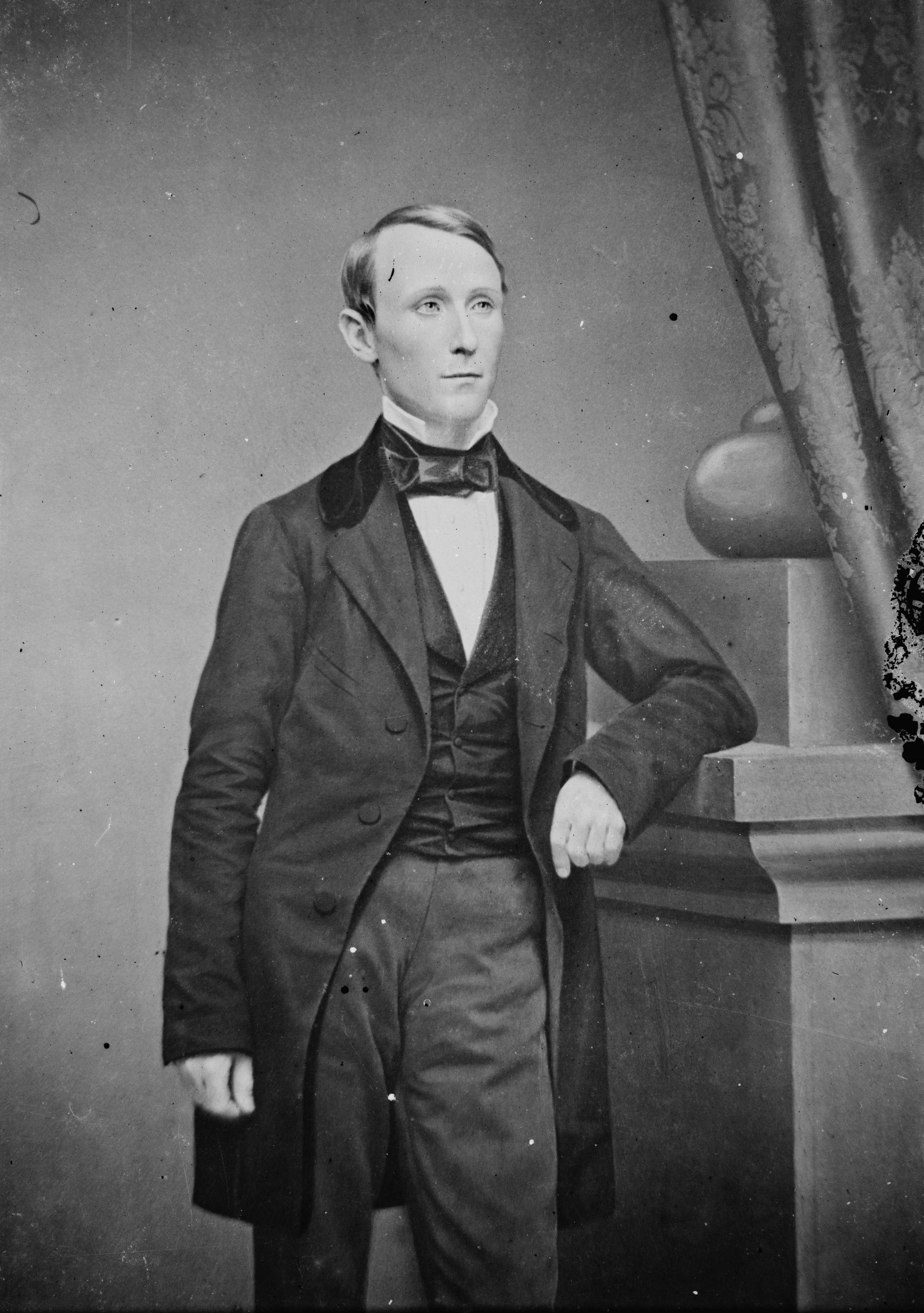
William Walker, sesto presidente del Nicaragua

Nell'aprile del 1856 le truppe della Costa Rica passarono il confine del Nicaragua e sconfissero i mercenari di Walker nella battaglia di Rivas. Nel corso dello scontro si distinse per il suo valore Juan Santamaría, futuro eroe nazionale costaricano.
Nel luglio del 1856 Walker si autoproclamò presidente del Nicaragua sulla base di finte elezioni. Per rafforzare il suo precario potere politico, pensò di richiedere l'aiuto dei sudisti statunitensi, dichiarandosi sostenitore dello schiavismo dei neri e revocando il decreto di abolizione della schiavitù in Nicaragua che egli stesso aveva precedentemente emanato. In questo modo suscitò l'interesse di Pierre Soulé, influente uomo politico di New Orleans, che portò a sostegno della causa di Walker molte persone. Nonostante questi aiuti, l'esercito di Walker era ormai impotente per un'epidemia di colera che aveva decimato le sue file e per le numerose diserzioni.
Il 1º maggio 1857 Walker fu costretto a chiedere la resa. Di ritorno a New York, fu accolto come un eroe, ma si alienò la simpatia di parte dell'opinione pubblica accusando la Marina degli Stati Uniti d'America di essere stata la causa della sua disfatta. Dopo poco meno di sei mesi dal suo ritorno, cercò di organizzare un'altra spedizione, ma fu bloccato dalla Marina statunitense.
Walker tornò nel Centroamerica, ma a Trujillo fu fermato dalla flotta del Regno Unito, la quale controllava i confini dell'Honduras britannico (poi diventato Belize) e la Costa dei Mosquito (attualmente parte del Nicaragua) e non vedeva di buon occhio l'arrivo dell'avventuriero statunitense che metteva a rischio i progetti del Regno Unito per l'apertura di un canale di navigazione fra l'Atlantico e il Pacifico. Per questi motivi Walker fu consegnato al governo dell'Honduras, che lo fece fucilare il 12 settembre 1860 a Trujillo.